# Куделя (притока Ірпеня)
Куделя (Лишня, Устя) — річка в Україні, притока Ірпеня. Має довжину 13 км, протікає в межах Макарівського району Київської області. Витоки бере в урочищах Дурнівка і Попове, північніше села Лишня. Найвища точка між двома урочищами 190,7 метрів над рівнем Балтійського моря. Відмітка впадання в річку Ірпінь близько 125 метрів над рівнем Балтійського моря. Протікає через с. Лишню. У середній течії річки на обох її берегах розташовано село Леонівка.

## Історія
Уперше під назвою Куделя позначена на карті 1686 року.
У праці Лаврентія Похилевича про річку згадано так:
| Лишня... при ручье того же имени (называется ручей также Куделя)... Леоновка при ручье Лишне... [2] |
У заплаві річки Куделі в середній її течії є кар'єри з глиною придатною для виготовлення цегли. Цегельний завод у XIX столітті функціонував у Леонівці.
У документах ХІХ ст. річка зустрічається також під назвою Устя.

## Походження назви
Назва річки Куделя, найімовірніше, походить від застарілої місцевої назви рослини «кудель» — Первоцвіт весняний[джерело?].